# 昂邦 (莫尔比昂省)
昂邦（法語：Ambon，法語發音：[ɑ̃bɔ̃]）是法国莫尔比昂省的一个市镇，位于该省东南部，属于瓦讷区。

## 地理
昂邦（47°33'14"N, 2°33'23"W）面积38.04 平方千米，位于法国布列塔尼大區莫尔比昂省，该省份为法国西北部沿海省份，位于布列塔尼半岛南部，北起阿摩尔滨海省、西接菲尼斯泰尔省，南濒大西洋，东南接大西洋卢瓦尔省，东临伊勒-维莱讷省。
与昂邦接壤的市镇（或旧市镇、城区）包括：洛扎克、努瓦亚勒-米济亚克、米济亚克、比利耶、达姆冈、叙聚尔。

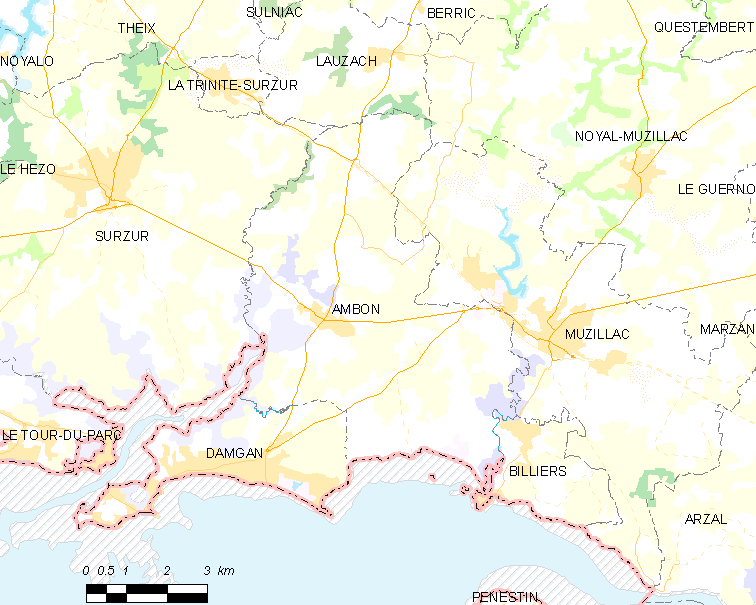
的OSM定位图

昂邦的时区为UTC+01:00、UTC+02:00（夏令时）。

## 行政
昂邦的邮政编码为56190，INSEE市镇编码为56002。

## 政治
昂邦所属的省级选区为米济亚克县。

## 人口

1962-2008年间人口变化图示

昂邦于2022年1月1日时的人口数量为2091人。